# Kermes nudus
Kermes nudus är en insektsart som beskrevs av Bullington och Kosztarab 1985. Kermes nudus ingår i släktet Kermes och familjen eksköldlöss. Inga underarter finns listade i Catalogue of Life.